# Igelkottsgurka
Igelkottsgurka (Cucumis dipsaceus) är en gurkväxtart som beskrevs av C.G. Ehrenb. och Édouard Spach. Enligt Catalogue of Life ingår Igelkottsgurka i släktet gurkor och familjen gurkväxter, men enligt Dyntaxa är tillhörigheten istället släktet gurkor och familjen gurkväxter. Arten förekommer tillfälligt i Sverige, men reproducerar sig inte. Inga underarter finns listade i Catalogue of Life.

## Namn
Igelkottsgurkan har på svenska även kallats för kardgurka.

## Bildgalleri

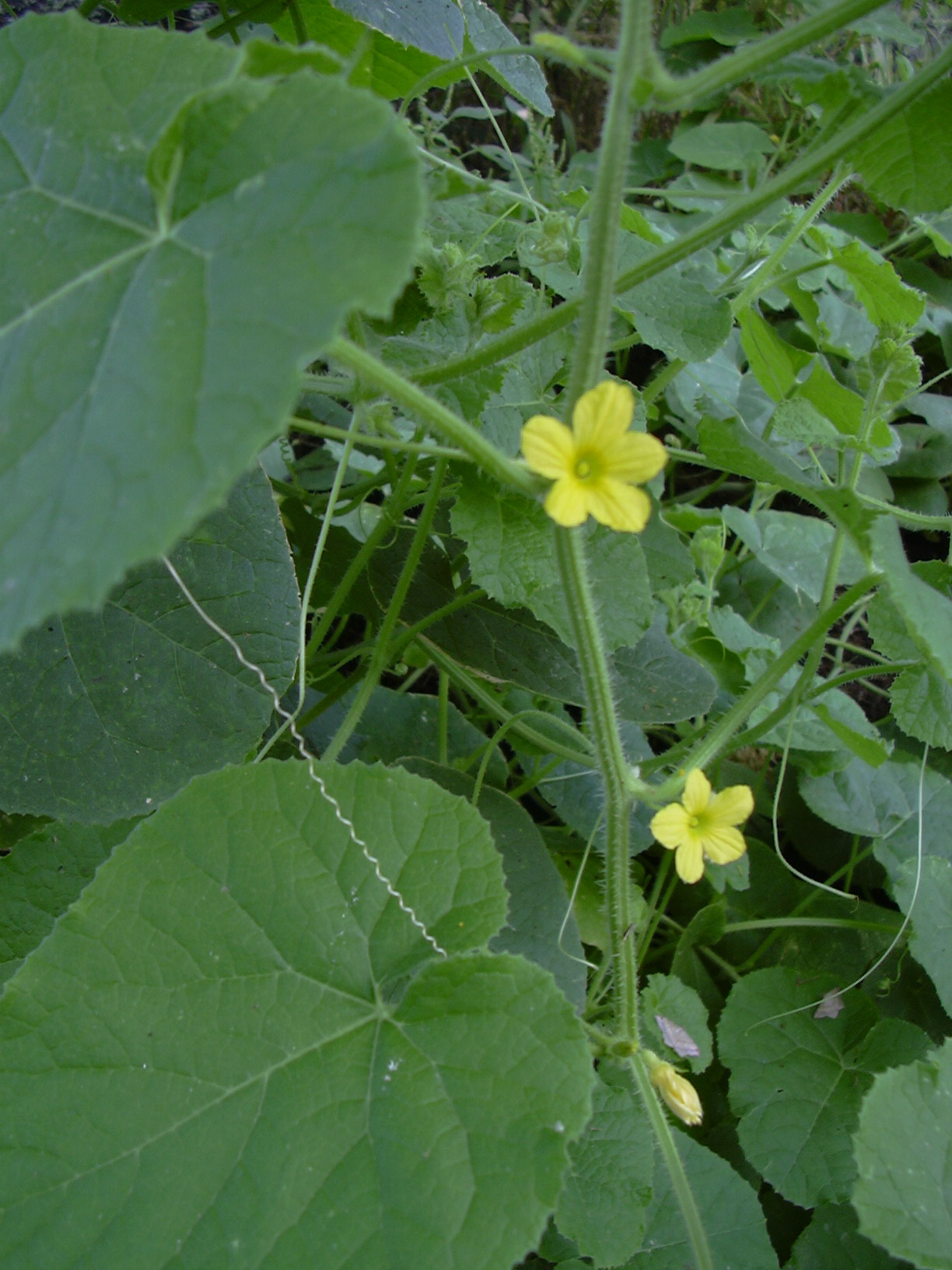
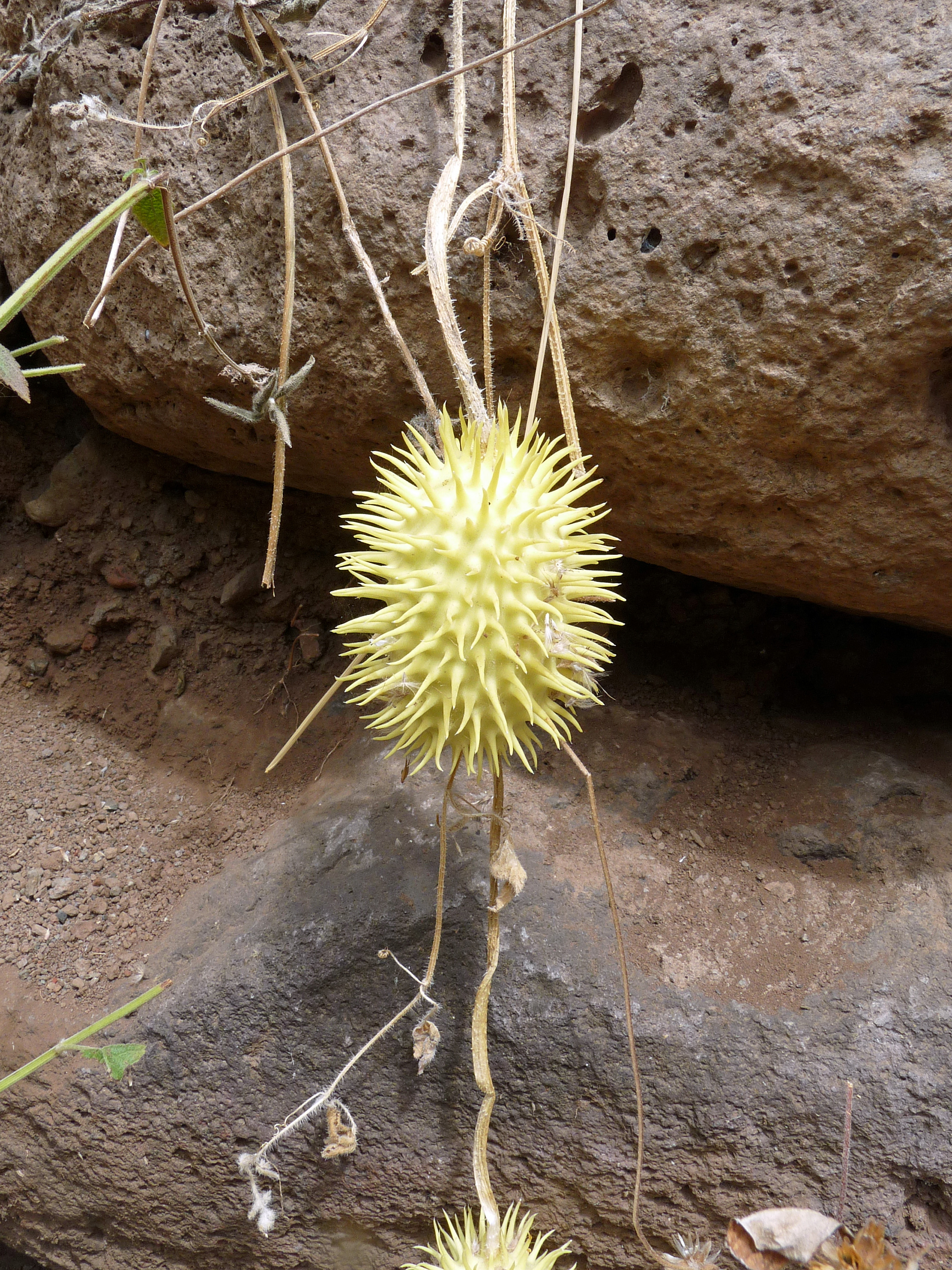
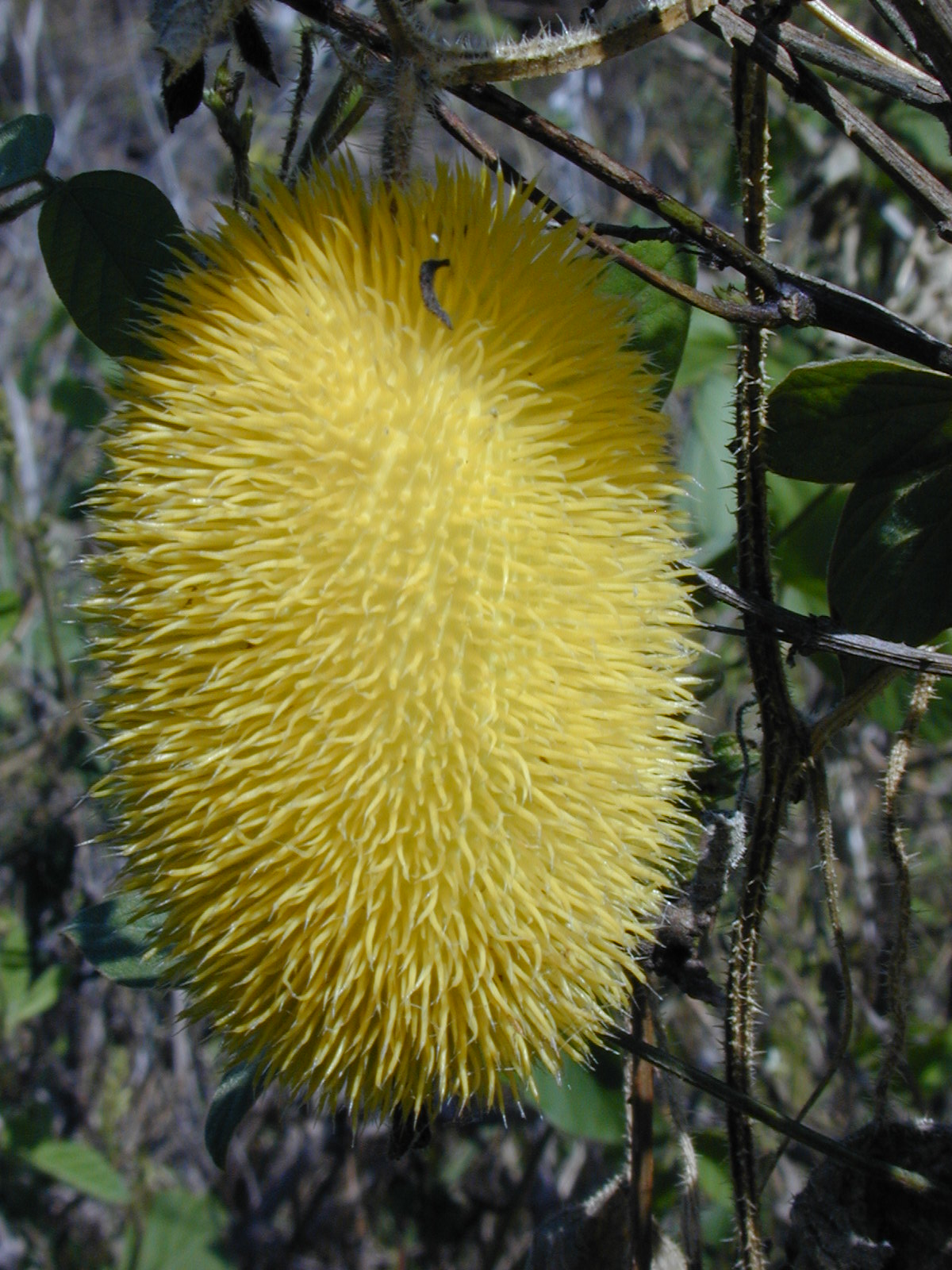
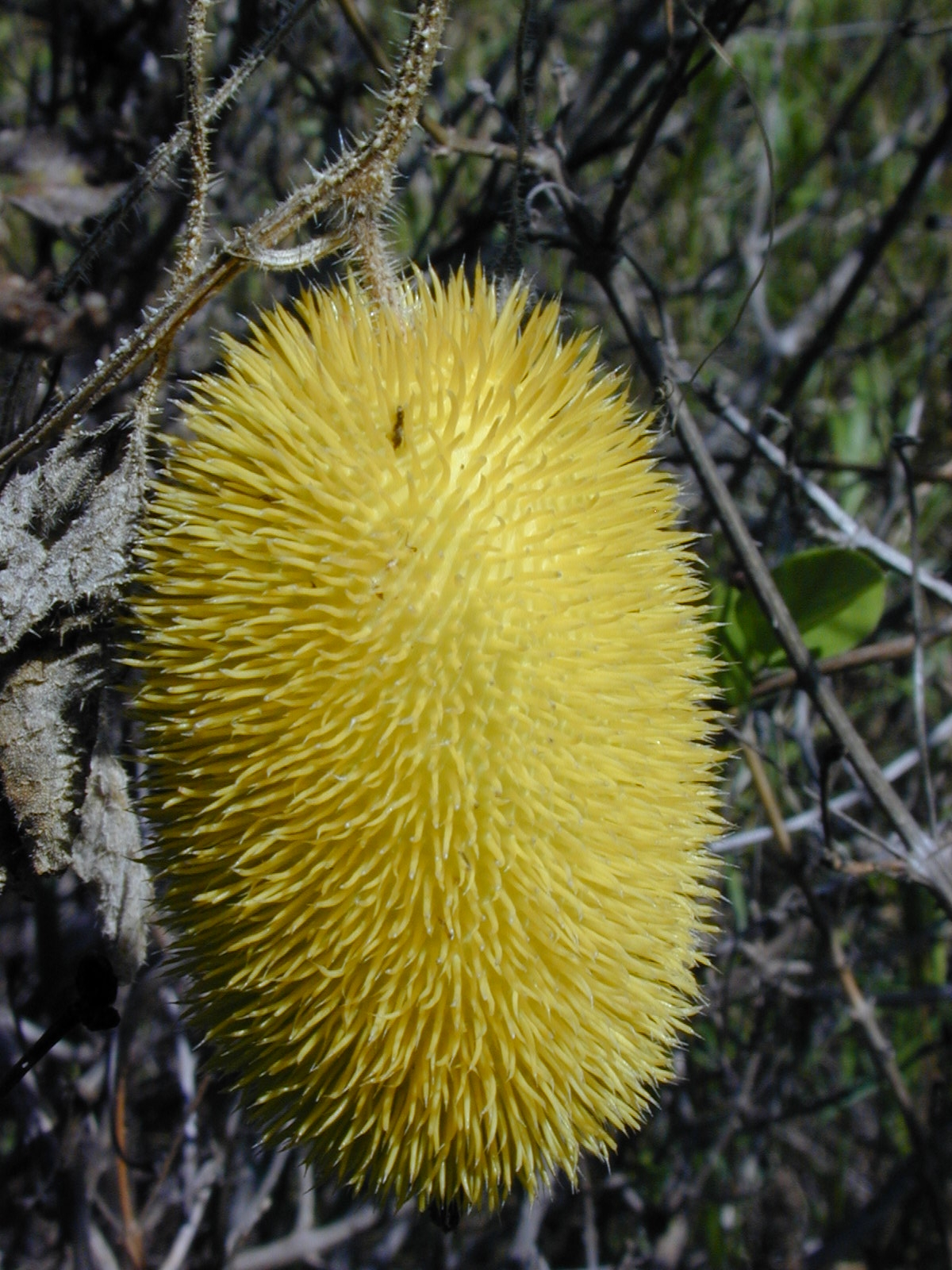
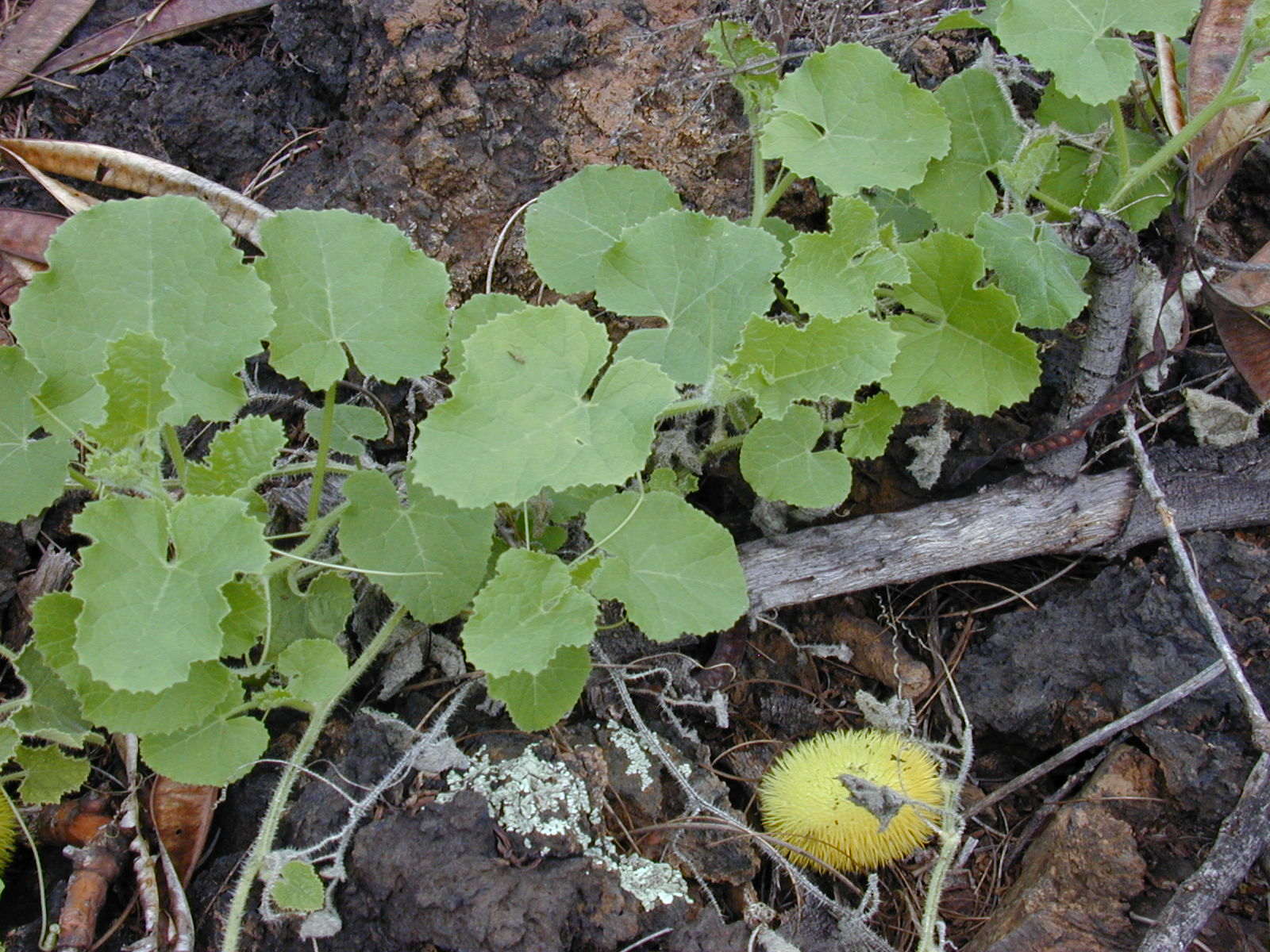